# Ga Water Park
Ga Water Park (tiếng Hàn: 워터파크역) là một ga của Tàu đệm từ sân bay Incheon ở Unseo-dong, Jung-gu, Incheon, Hàn Quốc.

## Bố trí ga
| ↑ Paradise City |
| \| Hướng lên    |
| Yongyu ↓        |

| Hướng lên   | ● Tàu đệm từ sân bay Incheon | ← Hướng đi Nhà ga 1 sân bay Quốc tế Incheon |
| Hướng xuống | ● Tàu đệm từ sân bay Incheon | → Hướng đi Yongyu →                         |